# SNCAC NC.270
Le NC.270 était un projet de bombardier biréacteur conçu en 1946 par la SNCAC après la Seconde Guerre mondiale. Ce projet fut abandonné en 1948.